# Sardinal (red)
El sardinal es un tipo de red usada para pescar sardinas.
Compuesto de piezas de red de hilo de lino muy delgado, con que en el Mediterráneo se consigue anualmente abundante cosecha de sardina, de cuya pesca procedió su denominación. Los habitantes de la Costa de Cataluña y Valencia usan en la temporada respectiva un sinnúmero de sardinales.
Cada pieza de sardinal sin armar consta en su largo de cincuenta y cuatro a cincuenta y cinco brazas y de once a doce de ancho, por lo común con ochocientas mallas de poco más de media pulgada en cuadro.
Se arma con dos cuerdas de esparto majado. Los corchos son pequeños y redondos, y consiguientemente los plomos pesan una onza poco más o menos y se colocan. Además exigen estas redes ciertos cabos o cuerdas delgadas con sus respectivas boyas. El todo de ellas, que por lo general, constan de tres a cuatro piezas, no admite copo o saco, porque son meramente de deriva y de las que los pescadores llaman de enmallar. 

## Uso del sardinal
En el mismo hecho de ponerse el sol calan los barcos sus sardinales dando la popa a la corriente y se empieza a mover. Los marineros puestos sobre el tillado de la misma popa, echan al agua la primera boya y sucesivamente la red con su piedra y demás boyas para cuyo efecto además del auxilio de dicho marinero ayuda otro de los que están en popa, el cual va alargando el sardinal.
La red echada del modo referido se va extendiendo por sí misma y como el barco se aleja del paraje en que se empezó a calar, queda en posición vertical: con advertencia de que según las circunstancias se dispone de manera que permanezca según conviene a flor de agua o descienda hasta casi tocar el fondo, cuando este es de sola arena; pero si en él hay rocas, los pescadores procuran que quede entre-aguas, a cuyo efecto acortan el número de brazas en las cuerdas de las boyas que la suspenden.
Concluido el calamento queda el barco con el último cabo y la red en la disposición en que la boya grande que se caló primero, y piedra y la red extendida entre-aguas por medio de las boyas.
Cuando el sol se pone, los grandes enjambres de sardinas hacen cierto movimiento y entonces, quedan presos en ellas porque introduciendo con facilidad la cabeza, se hallan detenidos por el mayor volumen del cuerpo y cuando quieren retroceder, ya no es posible lo consigan, porque sus mismas agallas absolutamente se lo impiden.
Para saber los pescadores cuándo la red está cargada de sardina, observan las boyas y si las ven sumergirse dos veces, conocen se halla colmada, pero si no se hunden más de una vez y vuelven a flotar o aparecer inmediatamente, es señal de que los peces referidos son pequeños y se pasan por entre las mallas en cuyo caso no hacen novedad alguna en el calamento hasta que sea hora según costumbre.